# Jan Theuniszoon Blanckerhoff

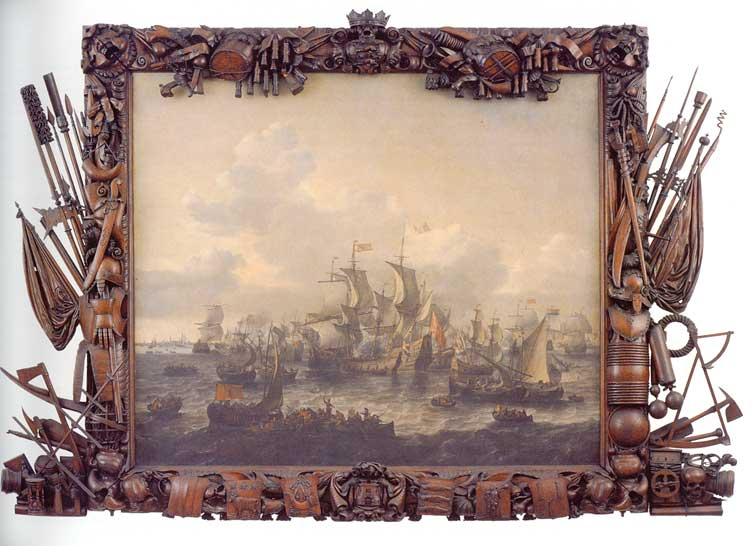
Dieses 1663, von den Gecommitteerden Raden van Westfriesland bei Blanckerhoff bestellte Gemälde zeigt einen selten erhaltenen barocken Rahmen aus dieser Zeit, gefertigt von Johannes Kinnema.

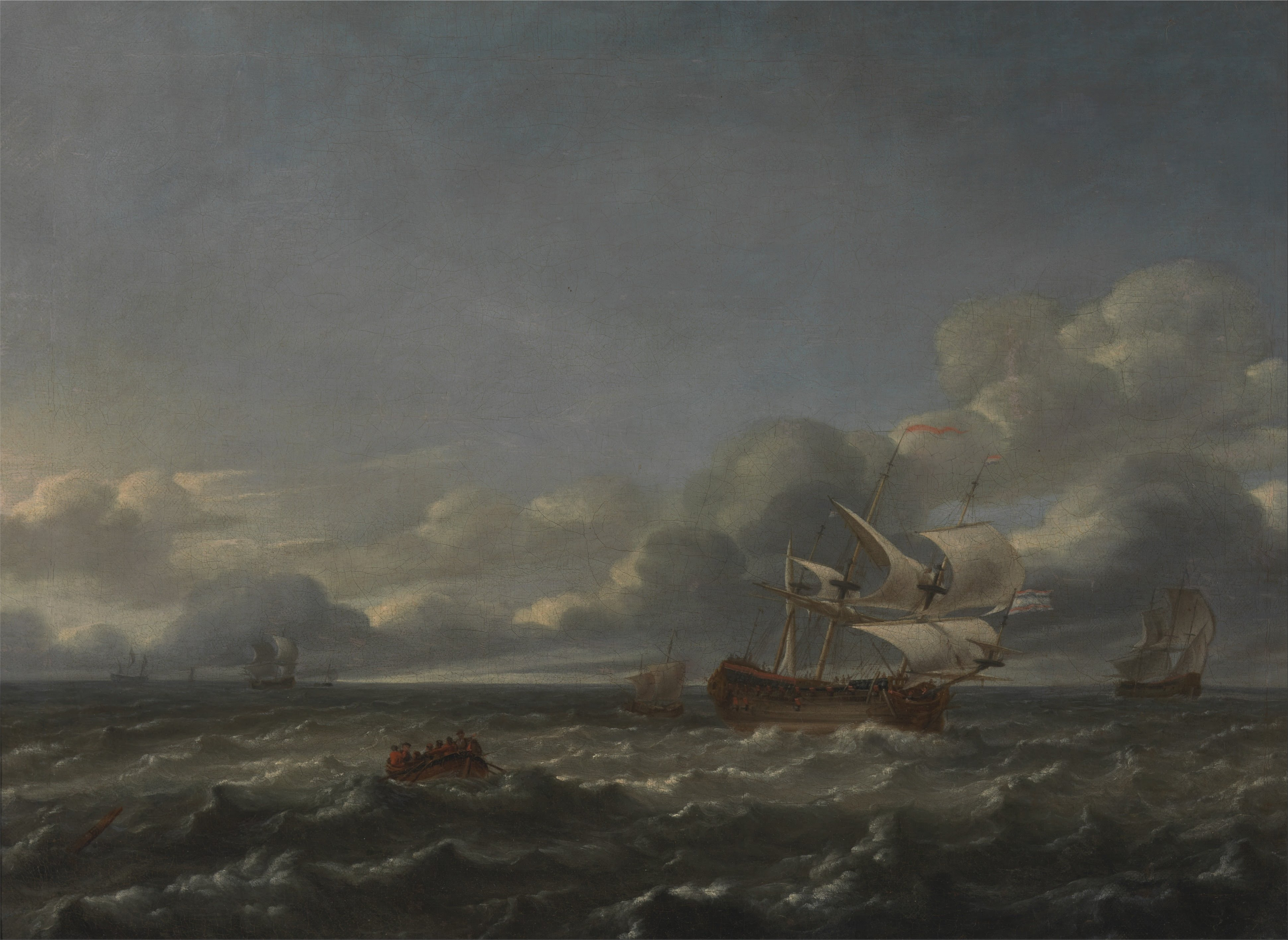
Dieses Gemälde zeigt auf der schwimmenden Planke im linken unteren Eck die ligierte Signatur BH.

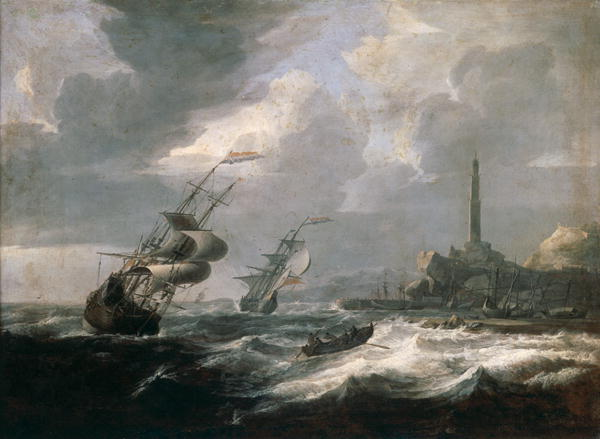
Ein Beispiel einer Komposition im Werk Blanckerhoffs

Jan Theuniszoon Blanckerhoff (* 10. Januar 1628 in Alkmaar; † 2. Oktober 1669 Amsterdam), auch als Jan Maat bekannt, war ein niederländischer Marinemaler.

## Biographie
1640 wurde Johannis Blanckerhof als Lehrling in die Lukasgilde von Alkmaar eingetragen. Sein Meister war der Meister Arent Teerling, genannt der Cinceer. Weitere Lehrer von Blanckerhoff nennt Arnold Houbraken Pieter Schaeyenborgh, Caesar van Everdingen und Gerrit de Jong. (Im Nachlass von Van Everdingen fanden sich sechs Gemälde von Blanckerhoff.) Als selbstständiger Meister wurde er am 18. Oktober 1649 in die Lukasgilde von Alkmaar aufgenommen.
Anschließend begab er sich auf Bildungsreise nach Italien. Dort wurde er in der Bentvueghels mit dem Namen Jan Maat aufgenommen. Nach Houbraken soll er zwei bis drei Mal zu verschiedenen Zeiten in Italien gewesen sein.
Er lebte auf Kattenburg, auf die Gelände der Admiralität von Amsterdam, als er am 5. April 1659 die Catrina Aerts (van Wijk) heiratete. Seine 1663 und 1665 geborenen Kinder wurden in der katholische Mozes en Aäronkerk, eine Hauskirche, getauft. Während des Zweiten Seekrieges gegen England fuhr er 1665 und 1666 bei der niederländischen Flotte in offizieller Anstellung für Skizzen vor Ort mit. 1667 lebte er auf der Lastage, als einer seiner Kinder starb. Nach Houbraken soll er 1669 bei der Flotte des Grafen von Waldeck gegen die Türken auf Candia mit gefahren sein? Im gleichen Jahr starb er, wurde eingetragen als Jan Maat, und wohnte im Jordaan.

## Das Werk
Viele seiner Arbeiten werden hinter bekannteren und teureren Namen vermutet. Besonders Ludolf Bakhuizen werden viele Gemälde zugeschrieben. Das hängt auch damit zusammen, dass Blanckerhoff eigenständige Kompositionen und Motive kreierte und ebenfalls maritime Sturmstücke und Schiffbrüche produzierte. Houbraken hatte besonders die italienisierten Standansichten und Hafenmotive gerühmt und sie als die besten Arbeiten von Blanckerhoff gewertet. Gerade Sturmstücke und Schiffbrüche werden aber eher Bakhuizen unterstellt. Dazu kommt noch die Signatur von Blanckerhoff, der unter anderem IB und BH (als Ligatur) verwendete und selten den vollen Namen. Daraus lässt sich leicht das bekannte LB Bakhuizens lesen. Weiter hat Bakhuizen Motive bei Blanckerhoff zitiert und Blanckerhoff wiederum in seinem Alterswerk die Motive vom erfolgreicheren Bakhuizen übernommen.
Neben Bakhuizen wurden Arbeiten von Blankerhoff auch an Hendrik Dubbels und seinem Lehrling Aernout Smit zugeschrieben. Problematisch ist dabei, dass beide Künstler auch Arbeiten von Blankerhoff kopierten.